# شوجیرو سوگیمورا
شوجیرو سوگیمورا (به انگلیسی: Shojiro Sugimura) بازیکن فوتبال اهل ژاپن و عضو تیم ملی فوتبال ژاپن است که در تاریخ ۲۷ اوت ۱۹۲۷ میلادی اولین بازی ملی‌اش را انجام داد. او در ۱ بازی ملی حضور داشت و آخرین بازی ملی خود را در تاریخ ۲۷ اوت ۱۹۲۷ میلادی انجام داد. شوجیرو سوگیمورا در بازی‌های ملی‌اش
گلی به ثمر نرساند.